# تفسير البغوي
معالم التنزيل: كتاب متوسط، نقل فيه مصنفه الصحيح من تفسير الصحابة والتابعين ومن بعدهم، ولا يذكر الضعيف.

## مؤلفه
مؤلف معالم التنزيل هو أبو محمد، الحسين بن مسعود بن محمد المعروف بالفراء البغوي، الفقيه الشافعي، المحدث، المفسر.توفي (510 هـ).

## الكتاب
وهو من أجلّ الكتب وأنبلها حاوٍ للصحيح من الأقول، عارٍ عن الغموض والتكلف في توضيح النص القرآني، محلى بالأحاديث النبوية والآثار الغالب عليها الصحة.
ومعالم التنزيل من أشهر كتب التفسير بالمأثور وهو تفسير كامل للقرآن مع مقدمة للمؤلف يستهلها بحمد الله والصلاة والسلام على رسوله ﷺ ، ثم يبين مهمة إرسال الرسول وإنزال الكتاب المعجز عليه، ثم يذكر ما اشتمل عليه القرآن من الأمور عقيدة وفقهاً وقصصاً وحكماً.
ثم ينتقل البغوي – – إلى دواعي تأليفه لتفسيره فيقول: (فسألني جماعة من أصحابي المخلصين وعلى اقتباس العلم مقبلون كتاباً في معالم التنزيل وتفسيره، فأجبتهم إليه معتمداً على فضل الله وتيسيره متمثلاً وصية رسول الله ﷺ فيهم فيما يرويه أبو سعيد الخدري أنه عليه الصلاة والسلام قال: (إن رجالاً يأتونكم من أقطار الأرض يتفقهون في الدين فإذا أتوكم فاستوصوا بهم خيراً).
ومن هذا النص نستفيد أن تفسيره جاء نزولاً عند رغبة طلابه وتلاميذه المخلصين والمقبلين على اقتباس العلم وتحقيقاً لوصية رسول الله ﷺ واقتداء بالماضين.
ويقدم البغوي بعد ذلك الطريقة التي اختارها وجعل عليها تفسيره وهي التوسط والاعتدال فيقول: (فجمعت بعون الله وحسن توفيقه فيما سألوا كتاباً متوسطاً بين الطويل الممل والقصير المخل، أرجو أن يكون مفيداً لمن أقبل على تحصيله).

## أقوال العلماء عنه
قال ابن تيمية:
«والبغوي تفسيره مختصر من الثعلبي لكنه صان تفسيره من الأحاديث الموضوعة والآراء المبتدعة».
وقد سئل عن أي التفاسير أقرب إلى الكتاب والسنة ؟ الزمخشري أم القرطبي أم البغوي ؟ أو غيرهؤلاء؟ فأجاب:
«وأما التفاسير الثلاثة المسؤول عنها فأسلمها من البدعة والأحاديث الضعيفة - البغوي»
ووصفه الإمام الخازن في مقدمة تفسيره: بأنه من أجمل المصنفات في علم التفسير وأعلاها، جامع للصحيح من الأقاويل، عارٍ من الشبه والتصحيف والتبديل، محلَّى بالأحاديث النبوية، مطرَّز بالأحكام الشرعية، موشَّى بالقصص الغريبة وأخبار الماضين العجيبة، مرصَّع بأحسن الإشارات، مخرَّج بأوضح العبارات، مفرَّغ في قالب الجمال بأفصح مقال.

قال عنه صالح الفوزان «فإن تفسير الإمام محيي السنة أبي محمد الحسين بن مسعود البغوي تفسير جيد، شهد العلماء بجودته وإتقانه وتمشيه على مذهب السلف في المنهج والاعتقاد، إلا أنه طويل بالنسبة لحاجة غالب الناس اليوم، فالناس اليوم بحاجة إلى تفسير مختصر موثوق.
فلذلك اتجهت همة أخينا الشيخ الدكتور عبد الله بن أحمد بن علي الزيد إلى اختصار هذا التفسير وتقريبه للناس. وقد اطلعت على نموذج من عمله فوجدته عملًا جيدًا ومنهجًا سديدًا، حيث إنه يختار من هذا التفسير ما يوضح الآيات بأقرب عبارة وأسهلها، فهو مختصر جيد مفيد. جزى الله أخانا الشيخ عبد الله على عمله هذا خيرًا وغفر الله للإمام البغوي ورحمه، جزاء ما ترك للمسلمين من علم نافع ومنهج قويم. وصلى الله وسلم على نبينا محمد وآله وصحبه».

## مضمونه
1- المقدمة.
2- مصادره التي استعان بها على تفسير الكتاب.
3- فضائل القرآن وتعليمه.
4- معنى التفسير والتأويل والفرق بينهما.
5- التفسير، بدءًا من الفاتحة وصولًا إلى سورة الناس.